# Ty Walker
Taylor Riley „Ty“ Walker (* 3. März 1997 in Smithtown) ist eine ehemalige US-amerikanische Snowboarderin. Sie startet in den Freestyledisziplinen.

## Werdegang
Walker nahm von 2009 bis 2018 an Wettbewerben der Ticket to Ride World Snowboard Tour teil. Dabei holte sie im Januar 2009 bei den Burton European Junior Open in Laax mit dem dritten Rang auf der Halfpipe und den ersten Platz im Slopestyle ihre ersten Podestplatzierungen. In der Saison 2009/10 belegte sie bei den Burton European Junior Open den zweiten Platz auf der Halfpipe und den ersten Platz im Slopestyle. Im März 2010 siegte sie im Slopestyle bei der Burton AM Series in Waterville Valley. In der folgenden Saison gewann sie im Slopestyle und auf der Halfpipe bei den Burton European Junior Open in Laax und im Slopestyle bei der Northern Vermont Series in Bolton Valley. Anfang Februar 2011 kam sie bei den Burton Canadian Open in Calgary auf den dritten Platz im Slopestyle. Zwei Monate später wurde sie nationale Meisterin im Slopestyle. Im Dezember 2011 gewann sie im Slopestyle bei der U.S. Revolution Tour in Copper Mountain. Bei den folgenden Snowboard-Weltmeisterschaften in Oslo errang sie den neunten Platz im Slopestyle.
Zu Beginn der Saison 2012/13 kam sie bei den Burton High Fives im Snow Park auf den dritten Platz im Slopestyle. Ihr erstes FIS-Weltcuprennen fuhr sie im Januar 2013 in Copper Mountain, welches sie auf den 26. Platz im Slopestyle beendete. Im selben Monat erreichte sie bei den Snowboard-Weltmeisterschaften 2013 in Stoneham den fünften Platz im Slopestyle. Im März 2013 siegte sie im Slopestyle beim Nescafé Champs in Leysin und wurde erneut nationale Meisterin im Slopestyle. Die Saison beendete sie auf den zehnten Rang in der Tourgesamtwertung. Bei ihrer ersten Olympiateilnahme 2014 in Sotschi belegte sie den 14. Platz im Slopestyle. Zu Beginn der Saison 2014/15 holte sie im Big Air in Istanbul ihren ersten FIS-Weltcupsieg. Bei den Snowboard-Weltmeisterschaften 2015 am Kreischberg errang sie den 20. Platz im Slopestyle und den 14. Rang im Big Air Wettbewerb. In der FIS-Freestylegesamtwertung erreichte sie den fünften Platz und in der Big Air Wertung den zweiten Rang. Bei den Snowboard-Weltmeisterschaften 2017 in Sierra Nevada gelang ihr der 27. Platz im Slopestyle und der 12. Rang im Big Air.

## Privates
Walker lebt heute in Stowe. Sie geht derzeit an der USSA TEAM Academy in Utah zur Schule.